# لينوكس غوردون
لينوكس غوردون (بالإنجليزية: Lennox Gordon)‏ هو لاعب كرة قدم أمريكية أمريكي، ولد في 9 أبريل 1978 في Higley, Arizona ‏ في الولايات المتحدة.

## وصلات خارجية
- لينوكس غوردون على موقع مرجع كرة القدم المحترفة.كوم (الإنجليزية)
- لينوكس غوردون على موقع JustSportsStats.com (الإنجليزية)